# Perilaos (Künstler)
Perilaos (altgriechisch Περίλαος Perílaos), auch Perillos, war ein antiker griechischer Erzgießer aus Athen. Er lebte um die Mitte des 6. Jahrhunderts v. Chr.
Bekannt wurde er durch den Bau des Sizilianischen Bullen für den sizilianischen Herrscher Phalaris von Akragas. In diesem legendären Folterwerkzeug soll Phalaris zur Probe den Schöpfer Perilaos als erstes Opfer gebraten haben.

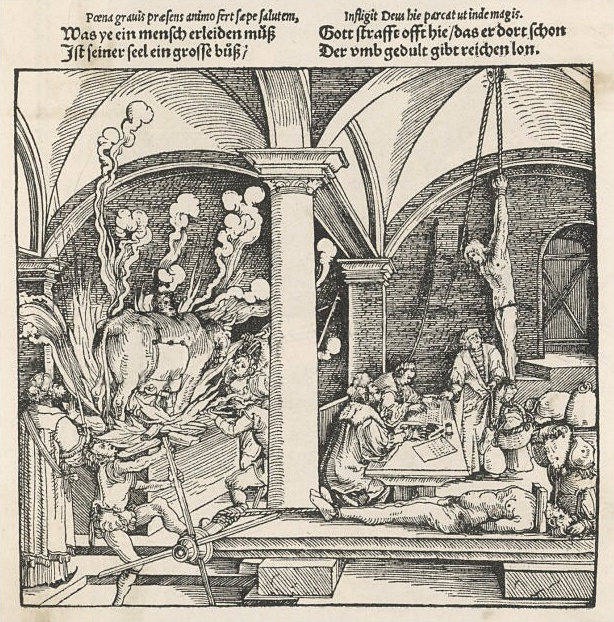
Phalaris lässt den Künstler Perillos in den Bronzestier einschließen (Darstellung von Hans Burgkmair dem Älteren)